# Liste der Baudenkmäler in Breitenbrunn (Oberpfalz)

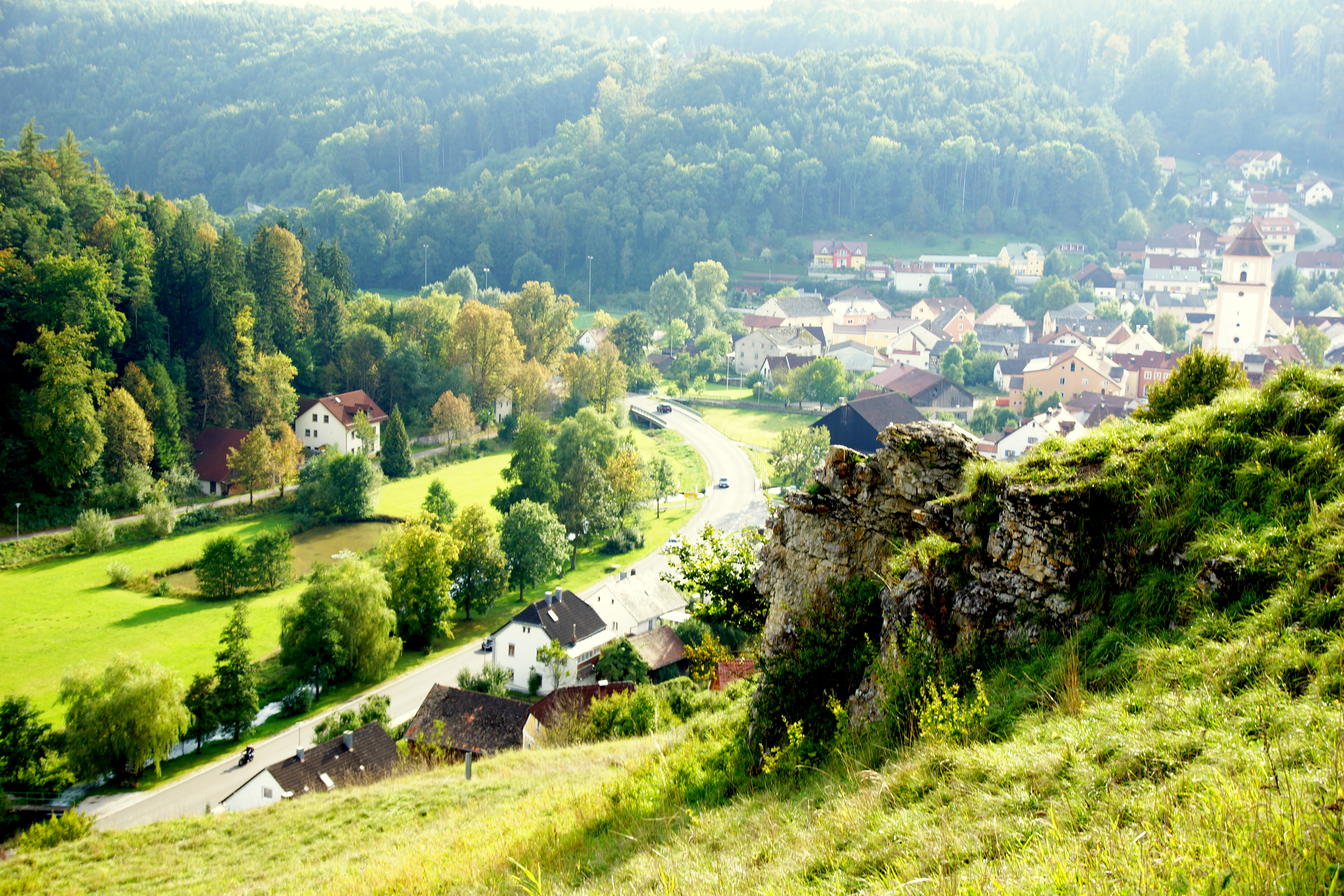
Blick auf Breitenbrunn

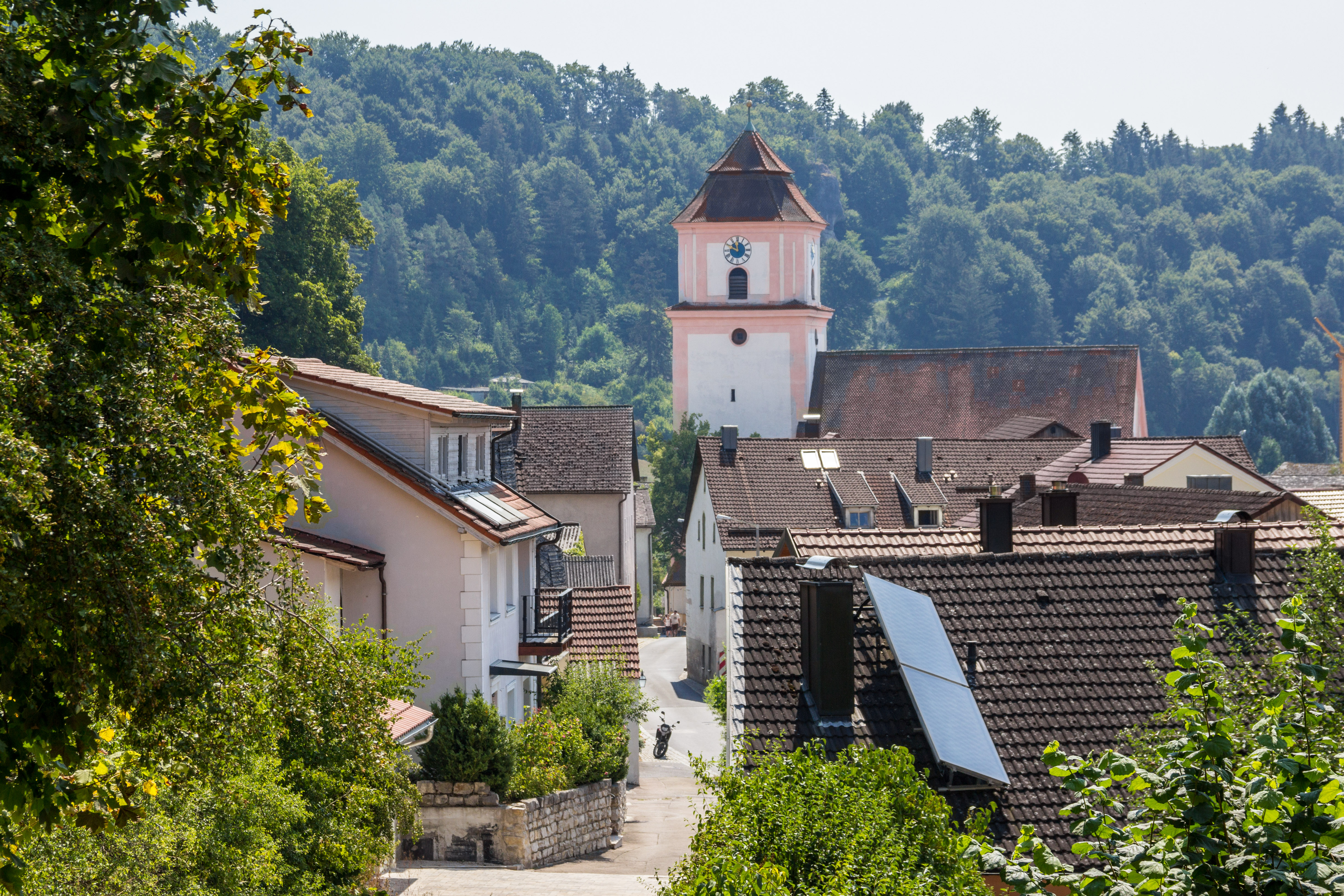
Breitenbrunn, Blick auf die Kirche

Auf dieser Seite sind die Baudenkmäler in dem Oberpfälzer Markt Breitenbrunn zusammengestellt. Diese Tabelle ist eine Teilliste der Liste der Baudenkmäler in Bayern. Grundlage ist die Bayerische Denkmalliste, die auf Basis des Bayerischen Denkmalschutzgesetzes vom 1. Oktober 1973 erstmals erstellt wurde und seither durch das Bayerische Landesamt für Denkmalpflege geführt wird. Die folgenden Angaben ersetzen nicht die rechtsverbindliche Auskunft der Denkmalschutzbehörde.

## Ensembles

### Ensemble Marktplatz
Der unregelmäßige Platz, der von der Pfarrkirche beherrscht wird, ist Zentrum des ehemals von fünf Markttoren geschlossenen Marktortes, der dicht am Fuße der Jura-Alb liegt. Nördlich der Pfarrkirche befindet sich ein erst in jüngerer Zeit freigelegter dreieckiger Platz, dessen Schmalseite von dem stattlichen Giebelhaus Marktplatz 12 wirkungsvoll geschlossen wird. Südlich der Pfarrkirche schließt der Kirchhofbereich um die ehemalige Friedhofskapelle St. Michael an, der wiederum an den viereckigen Unteren Markt grenzt. Aktennummer: E-3-73-115-1.

### Ensemble Unterer Markt
Der Untere Markt ist ein regelmäßiger, rechteckiger Platz, der von giebelständigen Bürgerhäusern des 16. und 17. Jahrhunderts umstanden ist und einen Kontrast zum unregelmäßigen anschließenden Marktplatz bildet. Aktennummer: E-3-73-115-2.

## Baudenkmäler nach Gemeindeteilen

### Breitenbrunn
| Lage                                                               | Objekt                                                                    | Beschreibung | Akten-Nr.              | Bild                    |
| ------------------------------------------------------------------ | ------------------------------------------------------------------------- | --- | ---------------------- | ----------------------- |
| Breitenbrunner Laber; Laber; Parleithner Tal; In der Au (Standort) | Wasserstauanlagen Dietfurter Tal                                          | Granitsteingerüste, im Kern 17./18. Jahrhundert, drei Wehre: Auerschwall, Sunnererschwall, Pollingerschwall | D-3-73-115-28 Wikidata | weitere Bilder          |
| St.-Sebastians-Weg 24; Haidäcker (Standort)                        | Katholische Wallfahrtskirche St. Sebastian                                | In landschaftsbeherrschender Lage auf einem Felsen, oktogonaler Zentralbau mit Laternenturm und Westturm mit Zwiebelhaube, 1386–1401, 1702–08 nach Osten erweitert, nach Kriegsschäden 1946 repariert, Renovierung 1983/84; mit Ausstattung; Ölberggruppe, 18. Jahrhundert unter Flurkreuz auf der Felsspitze                                                                                    | D-3-73-115-2 Wikidata  | weitere Bilder          |
| Hafnerweg 5; Hafnerweg 3 (Standort)                                | Katholische Friedhofskirche zur Schmerzhaften Muttergottes                | Saalbau mit Chorscheitelturm, Walmdach und Zwiebelhaube, 1737/38; mit Ausstattung; Friedhofsabteil mit schmiedeeisernen Grabkreuzen des 19. Jahrhunderts | D-3-73-115-1 Wikidata  | weitere Bilder          |
| In Breitenbrunn; Marktplatz 2 (Standort)                           | Brunnenfigur der heiligen Barbara                                         | Sandstein, spätgotisch, 15. Jahrhundert; auf modernem Brunnen | D-3-73-115-5 Wikidata  | weitere Bilder          |
| Marktplatz (Standort)                                              | Kriegerdenkmal für die Gefallenen von 1914/18 und 1939/45                 | Säule auf gestuftem Sockel mit Reliefdarstellung, von Löwen bekrönt, rückseitig länglicher Sockel mit Gefallenentafeln, um 1925 | D-3-73-115-6 Wikidata  | weitere Bilder          |
| Marktplatz 1 (Standort)                                            | Katholische Pfarrkirche Mariä Himmelfahrt                                 | Spätbarocke Saalkirche mit Chorturm und Schaufassade mit dorischer Pilastergliederung und Säulenportal, Chorturm gotisch, wohl noch 13. Jahrhundert, 1726 Turmausbau mit Mansarddach durch Antonio Rigalia, Langhaus Neubau 1716/17, Restaurierungen 18.–20. Jahrhundert; mit Ausstattung (siehe auch: Epitaph für Albrecht von Wildenstein zu Breitenegg († 1532) und seine beiden Gemahlinnen) | D-3-73-115-7 Wikidata  | weitere Bilder          |
| Marktplatz 2 (Standort)                                            | Ehemaliges Pfarrhaus                                                      | Zweigeschossiger und traufständiger Satteldachbau mit Mittelrisalit und Gesimsgliederung, 18./19. Jahrhundert | D-3-73-115-8 Wikidata  | Ehemaliges Pfarrhaus    |
| Marktplatz 3 (Standort)                                            | Friedhofskapelle St. Michael                                              | Polygonal schließender Saalbau mit Unter- und Oberkirche und abgewalmtem Satteldach, um 1500, Umbau 1737; mit Ausstattung | D-3-73-115-9 Wikidata  | weitere Bilder          |
| Marktplatz 4; Marktplatz 4a (Standort)                             | Ehemaliges Schulhaus, jetzt Pfarrhaus                                     | Zweigeschossiger Eckbau mit Flachwalmdach, Gesimsgliederung und Stichbogenöffnungen, klassizistisch, 1. Hälfte 19. Jahrhundert; Hofeinfahrt mit Fußgängerpforte und Pfeilern, 1. Hälfte 19. Jahrhundert | D-3-73-115-10 Wikidata | weitere Bilder          |
| Marktplatz 5 (Standort)                                            | Ehemaliges Wohnhaus                                                       | Zweigeschossiger Eckbau im Altmühltyp, mit hohem Kniestock und Kalkplattendach, 17./18. Jahrhundert; Nebengebäude, ehemalige Brauerei, zweigeschossiger Zwerchgiebelbau mit tonnengewölbter Tordurchfahrt; 17./18. Jahrhundert; Steinstadel mit Flachsatteldach, 17./18. Jahrhundert | D-3-73-115-69 Wikidata | weitere Bilder          |
| Marktplatz 9 (Standort)                                            | Wohn- und Geschäftshaus                                                   | Zweigeschossiger und giebelständiger Eckbau mit Flachsatteldach, Putzgliederungen und Ladeluke, 18. Jahrhundert | D-3-73-115-12 Wikidata | weitere Bilder          |
| Marktplatz 11 (Standort)                                           | Wohn- und Geschäftshaus                                                   | Zweigeschossiger und giebelständiger Flachsatteldachbau mit Putzgliederungen und Freitreppe, 18. Jahrhundert, modernisiert | D-3-73-115-13 Wikidata | Wohn- und Geschäftshaus |
| Marktplatz 12 (Standort)                                           | Gasthof zur Post                                                          | Stattlicher dreigeschossiger Eckbau mit Flachsatteldach, Treppengiebel, Eck- und Kastenerker, Putzgliederungen und seitlichem Durchfahrtsbogen, Renaissance, 1580 (dendrochronologisch datiert), Umbauten 2. Hälfte 19. Jahrhundert | D-3-73-115-14 Wikidata | weitere Bilder          |
| Marktplatz 13 (Standort)                                           | Ehemaliges Rathaus                                                        | Zweigeschossiger Eckbau mit Satteldach, Treppengiebeln und Putzgliederungen, neugotisch, Mitte 19. Jahrhundert, mit Wappenstein der Grafen Tilly und Steinrelief, Anfang 18. Jahrhundert | D-3-73-115-15 Wikidata | weitere Bilder          |
| Obergasse 5 (Standort)                                             | Wohnhaus                                                                  | Zweigeschossiger und giebelständiger Flachsatteldachbau über hohem Kellergeschoss, 18./19. Jahrhundert | D-3-73-115-16 Wikidata | weitere Bilder          |
| Obergasse 6 (Standort)                                             | Wohnhaus                                                                  | Eingeschossiger und giebelständiger Satteldachbau mit verbrettertem Giebel, 18./19. Jahrhundert | D-3-73-115-17 Wikidata | Wohnhaus                |
| Obergasse 11 (Standort)                                            | Torhaus                                                                   | Zweigeschossiger und traufständiger Satteldachbau, 16./17. Jahrhundert, in der Tordurchfahrt Bohlendecke und Tafelbild des 18. Jahrhunderts | D-3-73-115-18 Wikidata | weitere Bilder          |
| Schloßbergweg 1 (Standort)                                         | Wohnhaus                                                                  | Zweigeschossiger und traufständiger Krüppelwalmdachbau mit Putzgliederungen, bezeichnet mit 1793 | D-3-73-115-19 Wikidata | Wohnhaus                |
| Sankt-Sebastians-Weg (Standort)                                    | Wegkapelle St. Maria                                                      | Halbrund schließender Schweifgiebelbau mit abgewalmtem Satteldach, Fußwalm und Pilastergliederungen, um 1730; mit Ausstattung | D-3-73-115-20 Wikidata | weitere Bilder          |
| Unterer Markt 2 (Standort)                                         | Wohnhaus, ehemaliges Café und Gasthaus                                    | Zweigeschossiger und traufständiger Satteldachbau mit Kalkplattendeckung, Putzgliederungen und Figurennische im Obergeschoss, 18./19. Jahrhundert | D-3-73-115-22 Wikidata | weitere Bilder          |
| Unterer Markt 6 (Standort)                                         | Ehemaliger Gasthof zum Breitenegg                                         | Zweigeschossiger und traufständiger Satteldachbau mit Stufengiebel, 1936 historisierend anstelle eines Vorgängerbaus des 16./17. Jahrhunderts neu errichtet, Sanierung 2012; Nebengebäude, dreigeschossiger und giebelständiger Flachsatteldachbau mit Remise, Stallung und Tanzsaal, 1723 und 1794 (dendro. datiert)                                                                            | D-3-73-115-23 Wikidata | weitere Bilder          |
| Von-Tilly-Straße 3 (Standort)                                      | Ehem. Zehntstadel                                                         | Ehem. Zehntstadel, stattlicher dreigeschossiger und giebelständiger Satteldachbau mit Fußwalm, erbaut 1665 als Jesuitenkasten über dem Benefiziatenhaus von 1445, Lagernutzung bis 1965. | D-3-73-115-25 Wikidata | weitere Bilder          |
| Von-Tilly-Straße 5 (Standort)                                      | Ehemaliger Schloss- bzw. Kavaliersbau                                     | Zweigeschossiger Walmdachbau mit kurzem Seitenflügel, achsensymmetrischer Fassadengliederung, Schmuckportal und Zwerchgiebel mit Figurennische, 1746 erbaut für Ignatz Joseph von Gumppenberg (Pendant zu Von-Tilly-Straße 7), Instandsetzung und Umbau 1988/89; Schlossgartenmauer mit gegliedertem Pfeilerportal, Mitte 18. Jahrhundert                                                        | D-3-73-115-26 Wikidata | weitere Bilder          |
| Von-Tilly-Straße 7 (Standort)                                      | Ehemaliger Schloss- bzw. Kavaliersbau der Reichsgräfin von Tilly-Montfort | Zweigeschossiger Walmdachbau mit kurzem Seitenflügel, achsensymmetrischer Fassadengliederung, Schmuckportal und Zwerchgiebel mit Figurennische, spätbarock, 1733, ab 1806 Pflegersitz, ab 1884 Schule, nach Sanierung 1989–92 Rathaus; Anbau, zweigeschossiger Satteldachbau mit Gesimsgliederung, neugotisch, 1911                                                                              | D-3-73-115-77 Wikidata | weitere Bilder          |

### Aumühle
| Lage                 | Objekt        | Beschreibung                                                              | Akten-Nr.              | Bild          |
| -------------------- | ------------- | ------------------------------------------------------------------------- | ---------------------- | ------------- |
| Aumühle 1 (Standort) | Mühlengebäude | Zweigeschossiger und giebelständiger Satteldachbau, Mitte 19. Jahrhundert | D-3-73-115-30 Wikidata | Mühlengebäude |

### Bachhaupt
| Lage | Objekt                            | Beschreibung | Akten-Nr.              | Bild                              |
| --- | --------------------------------- | --- | ---------------------- | --------------------------------- |
| Bachhaupt 7 (Standort) | Wegkapelle St. Maria              | Flachsatteldachbau mit Kalkplattendeckung und halbrunder eingezogener Apsis mit verblechtem Zeltdach, bezeichnet mit 1854 | D-3-73-115-31 Wikidata | weitere Bilder                    |
| Bachhaupter Bach; Mühlleite; St.-Sebastians-Weg 11; Bachhaupter Laber; Bachhaupttal; Langenthonhausener Straße (Standort) | Wasserstauanlagen Bachhaupter Tal | Sieben Wehre, Granitsteingerüste mit Geländern, Übergängen und Wehrmauern, im Kern 17./18. Jahrhundert, zum Teil überformt: Vorderer Kinischwall; Betzschwall; Waldlbauernschwall; Ferstlschwall; Mayerbauerschwall; Hinterer Kinischwall; Hauckschwall | D-3-73-115-33 Wikidata | Wasserstauanlagen Bachhaupter Tal |

### Breitenegg
| Lage                                                                | Objekt                           | Beschreibung | Akten-Nr.              | Bild           |
| ------------------------------------------------------------------- | -------------------------------- | --- | ---------------------- | -------------- |
| Breitenegg 1; Breitenegg 2; In Breitenegg; Breitenegg 4a (Standort) | Ehemalige Burg Breitenegg        | Auf einem durch einen L-förmigen Halsgraben getrennten Bergsporn, erbaut um 1210-30, 1624–1733 Pflegamtssitz der Tilly’schen Herrschaft, im Kern um 1210 und später, seit 1624 allmählicher Verfall. L-förmiger Halsgraben. Reste der Ringmauer, in die Randhäuser und Ökonomiegebäude einbezogen, Buckelquader; auf der Südseite Wohnhaus, wohl ehemaliger Palas, zweigeschossiger und traufständiger Satteldachbau mit Ringmauerabschnitt. Auf der Südwestseite Steinstadel, traufständiger Satteldachbau, im 17. Jahrhundert unter Verwendung von Buckelquadern errichtet, Dachveränderung 1947. Reste der Ringmauer mit Buckelquadern, in die Randhäuser und Ökonomiegebäude einbezogen | D-3-73-115-35 Wikidata | weitere Bilder |
| Ecke Hoffeldstraße/Breitenegger Weg (Standort)                      | Kapelle hl. Johannes von Nepomuk | Satteldachbau mit Pilastergliederung, spätbarock, Mitte 18. Jahrhundert; mit Ausstattung | D-3-73-115-34 Wikidata | weitere Bilder |
| St.-Sebastians-Weg 11 (Standort)                                    | Wasserwerk                       | eingeschossiger Zeltdachbau mit Zwerchbau und Putzrahmung, 1913/14. | D-3-73-115-78 Wikidata | Wasserwerk     |

### Buch
| Lage               | Objekt                              | Beschreibung | Akten-Nr.              | Bild           |
| ------------------ | ----------------------------------- | --- | ---------------------- | -------------- |
| Buch 20 (Standort) | Katholische Filialkirche St. Thomas | Gerade schließender Saalbau mit Flankenturm, Zwiebelhaube und Putzgliederungen, romanisch, wiederhergestellt nach Brand 1594, 1735 verlängert, Turm 1898, Sakristei 1899; mit Ausstattung | D-3-73-115-36 Wikidata | weitere Bilder |

### Dürn
| Lage                                                                              | Objekt                                              | Beschreibung | Akten-Nr.              | Bild                                                |
| --------------------------------------------------------------------------------- | --------------------------------------------------- | --- | ---------------------- | --------------------------------------------------- |
| Kirchplatz 1 (Standort)                                                           | Katholische Filialkirche Georg                      | Saalbau mit Chorturm und Putzgliederungen, neuromanisch, 1858; mit Ausstattung | D-3-73-115-37 Wikidata | weitere Bilder                                      |
| Ortsstraße 23 (Standort)                                                          | Ehemaliges Wohnstallhaus                            | Zweigeschossiger und traufständiger Satteldachbau, Mitte 19. Jahrhundert | D-3-73-115-71 Wikidata | BW                                                  |
| Breitenbrunner Laber; Heutal; Talleite; Hohlwangleite; Kemnathener Tal (Standort) | Wasserstauanlagen am Flusslauf der Wissinger Laaber | Granitsteingerüste, im Kern 17./18. Jahrhundert, acht Wehre: Stanglschwall, Nunnerschwall, Bauernschwall, namenloser Schwall, Schusterschwall, Krähererschwall, Klousenschwall, Lippenschwall | D-3-73-115-29 Wikidata | Wasserstauanlagen am Flusslauf der Wissinger Laaber |

### Eismannsdorf
| Lage                           | Objekt     | Beschreibung                                                                                 | Akten-Nr.              | Bild       |
| ------------------------------ | ---------- | -------------------------------------------------------------------------------------------- | ---------------------- | ---------- |
| Eismannsdorf 6, 6 a (Standort) | Grenzstein | mit Wappen der Grafen Tilly und des Kurfürstentums Bayern, Kalkstein, bezeichnet mit "1652". | D-3-73-115-79 Wikidata | Grenzstein |

### Erggertshofen
| Lage                        | Objekt                                      | Beschreibung | Akten-Nr.              | Bild           |
| --------------------------- | ------------------------------------------- | --- | ---------------------- | -------------- |
| Erggertshofen 7 (Standort)  | Ehemaliges Wohnstallhaus                    | Eingeschossiges und giebelständiges Jura-Haus mit Flachsatteldach und Kniestock, frühes 19. Jahrhundert, zur Garage umgebaut                                                                               | D-3-73-115-70 Wikidata | weitere Bilder |
| In Erggertshofen (Standort) | Katholische Filialkirche St. Johann Baptist | Außerhalb des Ortes in ummauertem Friedhof stehende Saalkirche mit Chorturm, Vorzeichen und Schweifgiebeln, Chorturm romanisch, Langhaus 17./18. Jahrhundert, 1903 nach Westen verlängert; mit Ausstattung | D-3-73-115-40 Wikidata | weitere Bilder |

### Geishof
| Lage                 | Objekt        | Beschreibung | Akten-Nr.              | Bild |
| -------------------- | ------------- | --- | ---------------------- | ---- |
| Geishof 3 (Standort) | Wohnstallhaus | Eingeschossiger und traufständiger Satteldachbau, 17. Jahrhundert Besichtigung am 20.1.2024: nicht vorgefunden, offensichtlich abgebrochen | D-3-73-115-41 Wikidata | BW   |

### Gimpertshausen
| Lage                     | Objekt                                 | Beschreibung | Akten-Nr.              | Bild           |
| ------------------------ | -------------------------------------- | --- | ---------------------- | -------------- |
| Dorfstraße 5 (Standort)  | Ehemaliges Wohnstallhaus               | Zweigeschossiger und traufständiger Flachsatteldachbau, 18./19. Jahrhundert                                                             | D-3-73-115-43 Wikidata | weitere Bilder |
| Hextal (Standort)        | Grenzstein                             | Mit den Wappen der Grafen Tilly und des Kurfürstentums Bayern, Kalkstein, bezeichnet mit 1652                                           | D-3-73-115-47 Wikidata | weitere Bilder |
| Kirchenweg 10 (Standort) | Ehem. Pfarrhaus                        | zweigeschossiger Walmdachbau mit Quadersockel und Putzverzierungen, bez. 1914 Stadel, verputzter Bruchsteinbau mit Satteldach, um 1830. | D-3-73-115-80 Wikidata | weitere Bilder |
| Kirchenweg 13 (Standort) | Katholische Pfarrkirche St. Pankratius | Saalkirche mit Scheitelturm, eingezogenem Chor und Vorzeichen, 17. Jahrhundert, Turm romanisch, Renovierung 1982/83; mit Ausstattung    | D-3-73-115-42 Wikidata | weitere Bilder |
| Stocket (Standort)       | Mariengrotte                           | Aus Klaubsteinen gemauert, Ende 19. Jahrhundert                                                                                         | D-3-73-115-46 Wikidata | Mariengrotte   |

### Hamberg
| Lage                     | Objekt                             | Beschreibung | Akten-Nr.              | Bild           |
| ------------------------ | ---------------------------------- | --- | ---------------------- | -------------- |
| Hauptstraße 6 (Standort) | Ehem. Einfirsthof                  | zweigeschossiger Satteldachbau, verputztes Bruchsteinmauerwerk, um 1850.                                                                     | D-3-73-115-81          | weitere Bilder |
| Kirchgasse 1 (Standort)  | Katholische Filialkirche St. Jakob | Saalkirche mit Chorturm, mittelalterlich, im 17. Jahrhundert umgestaltet, 1884 erweitert, 1977 Anbau eines neuen Langhauses; mit Ausstattung | D-3-73-115-48 Wikidata | weitere Bilder |
| Rofen 1 (Standort)       | Wegkapelle St. Maria               | Giebelständiger Satteldachbau, um 1910; mit Ausstattung                                                                                      | D-3-73-115-65 Wikidata | weitere Bilder |
| Schwand (Standort)       | Marterl                            | Gusseisenkreuz auf Steinsockel mit Inschrift, bezeichnet mit 1880 Besichtigung am 15.8.2023: nicht vorgefunden, offensichtlich entfernt      | D-3-73-115-51 Wikidata | BW             |

### Höhenberg
| Lage                   | Objekt                   | Beschreibung | Akten-Nr.              | Bild           |
| ---------------------- | ------------------------ | --- | ---------------------- | -------------- |
| Höhenberg 2 (Standort) | Ehemaliges Wohnstallhaus | Zweigeschossiger Flachsatteldachbau mit Putzgliederungen, 18. Jahrhundert, Dachstuhl bezeichnet mit 1858, Umbauten 1952 (bezeichnet) und später | D-3-73-115-53 Wikidata | weitere Bilder |
| Sommerleite (Standort) | Wegkapelle Mariä Krönung | Quadratischer Zeltdachbau mit Pilastergliederung, 18. Jahrhundert; mit Ausstattung                                                              | D-3-73-115-52 Wikidata | weitere Bilder |

### Kemnathen
| Lage                                                          | Objekt                               | Beschreibung | Akten-Nr.              | Bild           |
| ------------------------------------------------------------- | ------------------------------------ | --- | ---------------------- | -------------- |
| Bamertshüll (Standort)                                        | Wegkreuz                             | Steinsockel mit griechischem Kreuz mit Dreipassenden und Voluten mit Blattenden, Schmiedeeisen, Korpus Gusseisen, 18./19. Jahrhundert | D-3-73-115-57 Wikidata | Wegkreuz       |
| Breitenbrunner Straße 11 (Standort)                           | Ehemaliges Pfarrhaus                 | Zweigeschossiger und traufständiger Satteldachbau mit vorschießendem Flachsatteldach, 18./19. Jahrhundert | D-3-73-115-55 Wikidata | weitere Bilder |
| Breitenbrunner Straße 14; Breitenbrunner Straße 12 (Standort) | Katholische Pfarrkirche St. Walburga | Saalbau mit ehemaligem Chorturm als Flankenturm, abgewalmtem Satteldach und Zwiebelhaube, Ostturm romanisch, Kirchenbau 1632/33, nach Brand 1636 im 18. Jahrhundert wiederaufgebaut, Weihe 1740, Renovierung und Erweiterung 1960, Restaurierungen 1983/84 und 2012; mit Ausstattung | D-3-73-115-54 Wikidata | weitere Bilder |
| Klingen (Standort)                                            | Bildstock                            | Mit Marienbild, offenes Gehäuse mit Halbsäulenrahmung und Satteldach, Bruchstein, Jugendstil, bezeichnet mit 1911 | D-3-73-115-56 Wikidata | BW             |

### Langenried
| Lage                    | Objekt                   | Beschreibung                                                                 | Akten-Nr.              | Bild           |
| ----------------------- | ------------------------ | ---------------------------------------------------------------------------- | ---------------------- | -------------- |
| Langenried 6 (Standort) | Dorfkapelle St. Salvator | Giebelständiger Satteldachbau mit Stichbogenöffnungen, 1855; mit Ausstattung | D-3-73-115-58 Wikidata | weitere Bilder |

### Langenthonhausen
| Lage                           | Objekt                               | Beschreibung | Akten-Nr.              | Bild           |
| ------------------------------ | ------------------------------------ | --- | ---------------------- | -------------- |
| Langenthonhausen 26 (Standort) | Katholische Filialkirche St. Stephan | Saalbau mit Chorturm und Portal mit Putzgliederungen, 14. Jahrhundert, Umbau 2. Hälfte 17. Jahrhundert, Veränderungen 19. Jahrhundert; mit Ausstattung | D-3-73-115-59 Wikidata | weitere Bilder |

### Ödenhaid
| Lage                  | Objekt        | Beschreibung                                                                       | Akten-Nr.              | Bild           |
| --------------------- | ------------- | ---------------------------------------------------------------------------------- | ---------------------- | -------------- |
| Ödenhaid 2 (Standort) | Bauernhaus    | Zweigeschossiger und traufständiger Flachsatteldachbau, um 1870, im Kern älter     | D-3-73-115-60 Wikidata | weitere Bilder |
| Ödenhaid 3 (Standort) | Wohnstallhaus | Zweigeschossiger und giebelständiger Flachsatteldachbau, 2. Hälfte 19. Jahrhundert | D-3-73-115-61 Wikidata | weitere Bilder |

### Premerzhofen
| Lage                                                                 | Objekt                                           | Beschreibung | Akten-Nr.              | Bild                                             |
| -------------------------------------------------------------------- | ------------------------------------------------ | --- | ---------------------- | ------------------------------------------------ |
| Premerzhofen 22 (Standort)                                           | Katholische Filialkirche St. Alban               | Saalbau mit Chorturm, Satteldach und Zwiebelhaube, spätmittelalterlich, Barockisierungen im 17. und 18. Jahrhundert, Restaurierungen 1967 und 1996 | D-3-73-115-62 Wikidata | weitere Bilder                                   |
| Wasserstauanlagen; Brunnwiesen; Unterbürger Laber; Haas 6 (Standort) | Wasserstauanlagen am Flusslauf der Weißen Laaber | Granitsteingerüste, im Kern 17./18. Jahrhundert, drei Wehre zwischen Haas und Unterbürg: Häuslschwall, Großer Schwall, Kranerschwall               | D-3-73-115-63 Wikidata | Wasserstauanlagen am Flusslauf der Weißen Laaber |

### Rasch
| Lage                        | Objekt                             | Beschreibung | Akten-Nr.              | Bild           |
| --------------------------- | ---------------------------------- | --- | ---------------------- | -------------- |
| Kirchenstraße 13 (Standort) | Katholische Filialkirche St. Vitus | Saalbau mit Chorturm, Walmdach, Zwiebelhaube, Putzgliederungen und polygonaler Sakristei, romanisch, im 18./19. Jahrhundert umgestaltet; mit Ausstattung | D-3-73-115-64 Wikidata | weitere Bilder |

### Schöndorf
| Lage                    | Objekt        | Beschreibung                                                                                  | Akten-Nr.              | Bild          |
| ----------------------- | ------------- | --------------------------------------------------------------------------------------------- | ---------------------- | ------------- |
| Reitstraße 4 (Standort) | Wohnstallhaus | Eingeschossiger und traufständiger Steildachbau mit Fachwerkgiebel, 1. Hälfte 19. Jahrhundert | D-3-73-115-66 Wikidata | Wohnstallhaus |

### Siegertshofen
| Lage                       | Objekt               | Beschreibung                                | Akten-Nr.              | Bild           |
| -------------------------- | -------------------- | ------------------------------------------- | ---------------------- | -------------- |
| Siegertshofen 1 (Standort) | Wegkapelle St. Maria | Satteldachbau mit Putzgliederungen, um 1725 | D-3-73-115-67 Wikidata | weitere Bilder |

### Wolfertshofen
| Lage                        | Objekt                             | Beschreibung | Akten-Nr.              | Bild           |
| --------------------------- | ---------------------------------- | --- | ---------------------- | -------------- |
| In Wolfertshofen (Standort) | Katholische Filialkirche St. Georg | Saalbau mit eingezogenem Chor und Scheitelturm, Langhaus 2. Hälfte 18. Jahrhundert (um 1770 ?), Turm älter; mit Ausstattung | D-3-73-115-68 Wikidata | weitere Bilder |

## Ehemalige Baudenkmäler
In diesem Abschnitt sind Objekte aufgeführt, die früher einmal in der Denkmalliste eingetragen waren, jetzt aber nicht mehr. Objekte, die in anderem Zusammenhang also z. B. als Teil eines Baudenkmals weiter eingetragen sind, sollen hier nicht aufgeführt werden. Aktennummern in diesem Abschnitt sind ehemalige, jetzt nicht mehr gültige Aktennummern.

| Lage                                       | Objekt                            | Beschreibung | Akten-Nr.              | Bild |
| ------------------------------------------ | --------------------------------- | --- | ---------------------- | ---- |
| Breitenbrunn Dürner Straße 5 (Standort)    | Ehemaliges Bauernhaus             | Zweigeschossiger und giebelständiger Wohnstallbau mit Satteldach, 18./19. Jahrhundert; angebaut Steinstadel, dreigeschossiger Satteldachbau, zu Wohnzwecken umgebaut, 18./19. Jahrhundert | D-3-73-115-3 Wikidata  | BW   |
| Breitenbrunn Dürner Straße 10 (Standort)   | Wohnhaus                          | Eingeschossiges und traufständiges Jurahaus mit Kniestock und flachem Kalkplattendach, im Kern wohl 17. Jahrhundert                                                                       | D-3-73-115-72 Wikidata | BW   |
| Breitenbrunn Von-Tilly-Straße 8 (Standort) | Gasthaus                          | Stattlicher zweigeschossiger und traufständiger Satteldachbau, 18./19. Jahrhundert | D-3-73-115-27 Wikidata | BW   |
| Bachhaupt Bachhaupt 7 (Standort)           | Zugehöriges ehemaliges Bauernhaus | 18./19. Jahrhundert, mit Flachsatteldach | D-3-73-115-32 Wikidata | BW   |
| Eismannsdorf Eismannsdorf 4 (Standort)     | Bauernhaus                        | Wohnstallbau mit Kniestock und verputztem Fachwerkgiebel, 18./19. Jahrhundert | D-3-73-115-39 Wikidata | BW   |

## Abgegangene Baudenkmäler
In diesem Abschnitt sind Objekte aufgeführt, die früher einmal in der Denkmalliste eingetragen waren, jetzt aber nicht mehr existieren, z. B. weil sie abgebrochen wurden. Aktennummern in diesem Abschnitt sind ehemalige, jetzt nicht mehr gültige Aktennummern.

| Lage                             | Objekt                   | Beschreibung | Akten-Nr.              | Bild |
| -------------------------------- | ------------------------ | --- | ---------------------- | ---- |
| Dürn Dietfurter Weg 2 (Standort) | Ehemaliges Wohnstallhaus | Eingeschossiger und giebelständig Flachsatteldachbau mit Kniestock und Kalkplattendeckung, Mitte 19. Jahrhundert | D-3-73-115-38 Wikidata | BW   |